# Taoudmout
Taoudmout (în arabă تاودموت) este o comună din provincia Sidi Bel Abbès, Algeria.
Populația comunei este de 2.343 de locuitori (2008).